# IC 2697
IC 2697 је појединачна звијезда у сазвјежђу Лав која се налази на листи објеката дубоког неба у Индекс каталогу.
Деклинација објекта је + 13° 24' 2" а ректасцензија 11h 17m 51,1s.